# Jorge Semprún
Jorge Semprún (Madrid, 10 dicembre 1923 – Parigi, 7 giugno 2011) è stato uno scrittore e politico spagnolo, che visse in Francia la maggior parte della propria vita, scrivendo principalmente in lingua francese.
Jorge Semprún ([ˈxoɾxe semˈpɾun]) visse clandestinamente in Spagna, dal 1953 al 1962, durante la dittatura di Francisco Franco, lavorando come organizzatore per il Partito Comunista di Spagna, allora fuorilegge, ma dal quale venne espulso nel 1964. Dopo la morte di Franco e l'avvento della democrazia, divenne Ministro della Cultura nel governo socialista, dal 1988 al 1991. Fu sceneggiatore per due successivi film del regista greco Costa-Gavras, Z - L'orgia del potere (1969) e La confessione (1970), che affrontano entrambi il tema della persecuzione perpetrata dai governi. Per i film La guerra è finita (1966) e Z, Semprún venne nominato per l'Academy Award. Nel 1996, egli divenne il primo autore non francese eletto all'Académie Goncourt.
Fu vincitore di numerosi premi: il Premio Formentor per Il grande viaggio nel 1963; il Premio Planeta nel 1977 per Autobiografia di Federico Sánchez; il Prix Femina nel 1969; il Jerusalem Prize nel 1997; il Premio internazionale Nonino nel 1999; l'Ovid Prize nel 2002.
Era il fratello dello scrittore Carlos Semprun Maura (1926-2009) e padre del saggista Jaime Semprun (1947-2010).

## Biografia
(da La scrittura o la vita, 1994)
Jorge Semprún nasce in una famiglia dell'alta borghesia spagnola: suo padre, José Maria Semprún Gurrea, professore di diritto all'università di Madrid e avvocato, aveva fondato una rivista dal titolo Cruz y Raya ed era corrispondente della rivista Esprit del filosofo personalista Emmanuel Mounier; sua madre, Susana Maura Gamazo, era la figlia di Antonio Maura, più volte primo ministro del governo spagnolo sotto Alfonso XIII.
Nel 1936, all'inizio della guerra civile, Jorge emigra con la sua famiglia dapprima in Francia, poi nei Paesi Bassi - dove il padre è ambasciatore della Repubblica spagnola fino al febbraio del 1939 - per tornare di nuovo in Francia dove studia, dapprima al lycée Henri-IV e, dal 1941, alla Sorbona di Parigi (filosofia).
Nel medesimo anno Semprún aderisce alla Resistenza francese nell'organizzazione comunista dei FTP (Francs-tireurs et partisans), l'anno seguente si iscrive al Partito Comunista di Spagna (Partido Communista de España, PCE) e infine, autorizzato dai FTP, entra a far parte della cellula clandestina Jean Marie Action dell'organizzazione Buckmaster.
Nel settembre del 1943 viene arrestato a Joigny dalla Gestapo e nel 1944 viene inviato al campo di concentramento di Buchenwald dove milita nell'organizzazione comunista clandestina formatasi all'interno del campo, esperienza che racconterà cinquanta anni dopo in La scrittura o la vita ed in Vivrò col suo nome, morirà con il mio - anche se numerosi accenni si trovano già in Autobiografia di Federico Sanchez (1977), in Quel beau dimanche! (1980) e in La montagna bianca (1986). Qui ritrova anche il maestro Maurice Halbwachs, che muore tra le sue braccia e al quale dedica alcune pagine del suo libro Male e modernità, edito in Italia da Passigli Editore.
Nel 1945 fa ritorno a Parigi dove esercita il mestiere di giornalista e di traduttore soprattutto per l'UNESCO.
Nel 1952, diventa quadro permanente del PCE e nel 1953 fa ritorno a Spagna per la sua prima missione di coordinare le attività clandestine di resistenza al regime franchista; per circa dieci anni vive in clandestinità con diversi pseudonimi, particolarmente quello di "Federico Sanchez".
Diventa membro del Comitato centrale del PCE nel 1954, del Comitato esecutivo nel 1956. Ritornato in Francia nel 1962, nel 1963 gli viene assegnato il premio "Formentor" per Il grande viaggio , racconto del viaggio che lo condusse da Joigny a Buchenwald; nel 1964 viene espulso dal partito a causa di divergenze che si erano manifestate con il segretario Santiago Carrillo, esperienza che verrà raccontata in  Autobiografia de Federico Sanchez  , suo primo libro scritto in spagnolo.
Da quel momento Semprún si dedica quasi esclusivamente al lavoro di scrittore e sceneggiatore. Si occupa della sceneggiatura dei film La guerra è finita (1966), Z - L'orgia del potere (1969), La confessione (1970), L'attentato (1972), Stavisky, il grande truffatore (1974), L'affare della Sezione Speciale (1975), Una donna alla finestra (1976), Le strade del sud (1978) e della regia di Les deux memoires (1973), documentario sulla guerra civile di Spagna. Scrive L'évanouissement (1967), La deuxième mort de Ramon Mercáder (1969), Autobiografia di Federico Sanchez (1977), Quel beau dimanche! (1980) e L'Algarabie (1981); nel 1983 pubblica Montand, la vita continua ritratto biografico dell'attore Yves Montand, interprete di molti dei film sceneggiati dallo scrittore spagnolo. Nel 1986 continua la sua produzione letteraria con La montagna bianca - romanzo in cui Semprún riprende il personaggio di Juan Larrea, già protagonista del film diretto da Joseph Losey nel 1978 - e, nel 1987, con Netchaïev est de retour - libro dal quale verrà tratto, nel 1991, il film omonimo diretto da Jacques Deray e interpretato da Montand.
Dal 1988 al 1991, Dopo il ritorno della democrazia in Spagna, egli diventa Ministro della Cultura nel governo guidato dal socialista Felipe González dal 1988 al 1991: su tale esperienza scrisse Federico Sanchez se despide de ustedes, uscito nel 1993.
Ormai scrittore affermato riceve numerosi premi e riconoscimenti internazionali tra i quali il Premio internazionale Nonino per l'insieme della sua opera nel 1999 e l'elezione, nel 1996, all'Académie Goncourt, primo membro non francese ad averne fatto parte; proprio la sua origine e la sua decisione di non rinunciare alla nazionalità spagnola, non gli permisero di entrare all'Académie Française.

## Opere
- Il grande viaggio (Le Grand Voyage, 1963), traduzione di Gioia Zannino Angiolillo, Collana I Coralli, Torino, Einaudi, 1964,  p. 220. - Collana Nuovi Coralli n.425, Torino, Einaudi, 1990-1997, ISBN 978-88-061-1750-4.
- L'Évanouissement, 1967
- La seconda vita di Ramón Mercader (La Deuxième Mort de Ramón Mercader, 1969), traduzione di Leopoldo Carra, Postfazione di Stenio Solinas, Collana Il battello ebbro, Milano, Edizioni Settecolori, 2022, ISBN 978-88-969-8645-5. - Prix Femina
- Autobiografia di Federico Sánchez (1977), traduzione di e Nota di Giacinto Lentini, Collana Prisma n.21, Palermo, Sellerio, 1979, ISBN 978-88-389-0142-3.
- Quel beau dimanche !, 1980
- L'Algarabie, 1981
- Montand. La vita continua (Montand la vie continue, 1983), traduzione di Fabrizio Elefante, Milano, Rizzoli, 1984,  p. 229.
- La Montagna Bianca (La Montagne blanche, 1986), traduzione di Maurizio Ferrara, Bagno a Ripoli, Passigli, 2006, ISBN 978-88-368-0973-8.
- Netchaïev est de retour, 1987
- Federico Sánchez vous salue bien, 1993
- La scrittura o la vita (L'Écriture ou la Vie, 1994), traduzione di A. Sanna, Collana Biblioteca della Fenice, Milano, Guanda, 1996, ISBN 978-88-774-6871-0. - Introduzione di Paolo Mauri, Guanda, 2020, ISBN 978-88-235-2300-5.
- Male e modernità (Mal et Modernité, 1995), traduzione di Maurizio Ferrara, Collana Le occasioni n.43, Bagno a Ripoli, Passigli, 2002, ISBN 978-88-368-0719-2.
- J. Semprún-Elie Wiesel, Tacere è impossibile. Dialogo sull'Olocausto (Se taire est impossible, 1995), traduzione di R. Mainardi, Collana Le piccole fenici, Milano, Guanda, 1996, ISBN 978-88-774-6907-6.
- Adieu, vive clarté, 1998
- Le Retour de Carola Neher et le Manteau d'Arlequin, 1998
- Vivrò col suo nome, morirà con il mio. Buchenwald, 1944 (Le Mort qu'il faut, 2001), traduzione di Paolo Collo e P. Tomasinelli, Collana Gli struzzi n.593, Torino, Einaudi, 2006, ISBN 978-88-061-7237-4. prix des Charmettes/J.-J. Rousseau 2001
- Les Sandales, Mercure de France, 2002, ISBN 27-15-22367-6
- Vent'anni e un giorno (Vingt ans et un jour, 2003), traduzione di R. Bovaia, Collana narrativa, Bagno a Ripoli, Passigli, 2005, ISBN 978-88-368-0913-4.
- L'Homme européen, con Dominique de Villepin, Collection Tempus, Perrin, Paris, 2006, ISBN 2-262-02395-6
- Où va la gauche ?, Flammarion, Paris, 2008
- Une tombe au creux des nuages. Essais sur l'Europe d'hier et d'aujourd'hui, Collection Climats, Flammarion, Paris, 2010
- Esercizi di sopravvivenza (Exercices de survie, 2012), traduzione di Elena Loewenthal, Postfazione di Régis Debray, Collana Narratori della Fenice, Milano, Guanda, 2014, ISBN 978-88-235-0667-1.
- Le langage est ma patrie, Éditions Buchet/Chastel, 2013